# Silene vallesia
Espèce
Classification phylogénétique
Silene vallesia, le Silène du Valais, est une espèce de plante herbacée vivace du genre Silene et de la famille des Caryophyllacées.